# 科蓬斯
科蓬斯（西班牙語：Copóns），是西班牙加泰罗尼亚巴塞罗那省的一个市镇。总面积22平方公里，总人口278人（2001年），人口密度13人/平方公里。